# Клара Бауер
Клара Бауер (нім. Klara Bauer; 23 червня 1836 — 29 червня 1876) — німецька письменниця, відома як романістка. Писала під псевдонімом Karl Detlef

## Короткий життєпис
Клара Бауер народилася в портовому місті Свінемюнде, яке тепер належить Польщі і має назву Свіноуйсьце (Świnoujście). Коли їй було два роки, родина переїхала в Кротошин (Великопольське воєводство), де її батько, який до того був начальником порту, отримав тут посаду ландрату (повітового старости). Через десять років він вийшов у відставку і родина перебралася у Познань, де Клара почала відвідувати школу. Коли батько помер, вона переїхала до сташої сестри у Бреслау. 
Вона планувала стати вчителько і отримала була відповідну освіту, але перед самим екзаменом перемінила рішення і поїхала у Дрезден, щоб брати уроки музики у відомого вчителя Фрідріха Вікі (Friedrich Wieck). Як піаністка Клара увійшла в родину російського генерал-лейтенанта Ліниця, жила три роки у  Санкт-Петербурзі, а потім один рік у  Орлі. У Росії вона часто гостювала у Отто фон Бісмарка, який тоді як посол Пруссії жив при дворі. Таким чином вона познайомилася не тільки з російською аристократією, але і з життям російського міщанства і в якійсь мірі селянства також. Однак клімат Росії не пішов на корись молодій німкені і вона мусила у 1846 р. повертатися у Дрезден, де деякий час була вчителькою музики. Знайомство з поетом Густавом Кюне спонукало її до літературної діяльності. Іншим приводом міняти житєдіялість було вторгнення в Дрезден прусської армії під час Австро-Прусської війни за володіння Саксонією, в результаті якої Дрезден увійшов до складу Пруссії. Її перший роман "До степу" (Bis in die Steppe) вийшов у 1876 р., в якому вона описує російське життя.  У наступному році вона їде до  Італії на лікування легенів, але через невиліковну хворобу повертається до Дрездена у 1875 р і через рік помирає. Незважаючи на досить короткий період літературної діяльності, вона була дуже плідною.

## Твори
- Bis in die Steppe (1868) - "До степу"
- Unlösliche Bande (1869) - "Нерозв'язні пута"
- Schuld und Sühne (2 Bde., 1871) - "Вина і спокута"
- Nora (2 Bde., 1871 ) - "Нора"
- Mußte es sein? (2 Bde., 1873) - "Чи мусило б це бути?"
- Zwischen Vater und Sohn (2 Bde., 1873) - "Між батьком і сином"
- Auf Capri (2 Bde., 1874) - "На Капрі"
- Novellen (enth. Erste Liebe, Liebeswechsel, Das einsame Herrenhaus; 1875) - "Новели" (Серед них - "Перше кохання", "Зміна кохання", "Одинокий панський дім".
- Benedikta (Berlin 1876, 3 Bde.) - "Бенедикта"
- Die geheimnisvolle Sängerin (Stuttgart 1876) - "Таємнича співачка"
- Ein Dokument (4 Bde., 1876) - "Один документ"

З її літературної спадщини вийшли
- Russische Idyllen, Novellen (enth. Meine Nachbarn auf dem Lande, Russisches Landleben; 1877) - "Російські іділії". Новели (Серед них - "Мій сільський сусіда", "Російське сільське життя")

## Інтернет-ресурс
- Klara Bauers Werke im Dreiländer-Katalog (Німецька мова)